# Estação Ulitsa Skobelievskaia
Ulitsa Skobelievskaia (em russo:  Улица Скобелевская) é uma das estações da linha Butovskaia (Linha 12) do Metro de Moscovo, na Rússia. A estação «Ulitsa Skobelievskaia» está localizada entre as estações «Bulhvar Admirala Uchakova» e «Ulitsa Starokatchalovskaia».